# Synod w Sutri
Synod w Sutri, czasami zwany też soborem w Sutri, został zwołany przez Grzegorza VI na żądanie niemieckiego króla Henryka III 20 grudnia 1046. Bezpośrednią przyczyną zwołania synodu przez Henryka była walka o urząd papieski pomiędzy Benedyktem IX, Grzegorzem VI i Sylwestrem III.
Decyzje synodu przebiegały pod dyktando Henryka. Synod potępił symonię, jakiej dopuścił się podczas swego wyboru Grzegorz VI, przez co ten zrezygnował 24 grudnia. Dzień później synod wybierał na nowego papieża wskazanego przez Henryka Klemensa II. Zaraz po swoim wyborze Klemens koronował Henryka III na cesarza rzymskiego.